# Кноп, Иоганн
Барон Иоганн Людвиг Кноп (22 июля 1846, Москва — 9 мая 1918, Уодхерст, Восточный Суссекс) — британский коллекционер музыкальных инструментов. Сын Людвига Кнопа.
Вырос в Москве, в 12-летнем возрасте был отправлен в коммерческое училище в Бремене, из которого в своё время приехал в Россию его отец. В дальнейшем жил в имении Мюленталь, приобретённом Кнопом-старшим в окрестностях Бремена, затем в Париже, а в 1870-е гг. обосновался в Лондоне как заведующий лондонским бюро семейного бизнеса. Этот бизнес сохранился в сильно редуцированном виде после национализации основных производств Кнопа в России в 1918 году, перешёл по наследству к сыну барона, также Иоганну Людвигу (1878—1959), и окончательно разорился в 1933 г.
Коллекция Иоганна Кнопа начала собираться в 1876 году и на рубеже столетий насчитывала несколько десятков скрипок, альтов и виолончелей, среди которых был ряд выдающихся инструментов работы Антонио Страдивари, Джузеппе Гварнери, Николо Амати, Карло Бергонци — в том числе скрипки Виотти и Дельфена Аляра, знаменитая виолончель Дюпора (принадлежавшая братьям Жан-Пьеру и Луи Дюпорам, а затем Огюсту Франкомму) и др. Помимо струнных инструментов, Кноп коллекционировал также старинные часы.
С началом XX века коллекция Кнопа начала распродаваться в связи с расходами на обустройство нового дома в Суссексе и на финансирование противотуберкулёзного санатория в Египте, в котором умерла его дочь, но смог выздороветь сын. Остаток коллекции был продан сыном Кнопа в 1933 г. после банкротства.